# Херт-Сибанде
Герт Сибанде (Gert Sibande) — район провинции Мпумаланга (ЮАР). Название района происходит от имени Ричарда Герта Сибанде, который посвятил жизнь борьбе за права рабочих и основал в середине XX века в Восточном Трансваале Объединённый профсоюз. Административный центр — Секунда. По данным переписи 2001 года большинство населения района говорит на языке зулу.

## Административное деление
В состав района Герт Сибанде входят семь местных муниципалитетов:
- Гован Мбеки (местный муниципалитет)
- Альберт Лутхули (местный муниципалитет)
- Мкхондо (местный муниципалитет)
- Мсукалигва (местный муниципалитет)
- Леква (местный муниципалитет)
- Пикслей Ка Семе (местный муниципалитет)
- Дипалесенг (местный муниципалитет)